# Sermide e Felonica
Sermide e Felonica és un municipi italià, dins de la província de Màntua a la regió de la Llombardia.
Es va crear l'1 de març de 2017 amb la fusió dels antics municipis de Sermide i Felonica.